# Brownstown Charter Township
Brownstown Charter Township est un township du comté de Wayne, dans l'État américain du Michigan. La population était de 30 627 habitants lors du recensement de 2010. 
Il fait partie de l'ensemble des communautés connues sous le nom de Downriver. Les trois segments distincts de Brownstown sont dus à l'incorporation des villes de Flat Rock, Rockwood et Woodhaven au début des années 1960.

## Histoire
La région connue aujourd'hui sous le nom de Brownstown faisait autrefois partie de la province française du Québec, tout comme les régions environnantes du Michigan. La région est finalement tombée entre les mains des Britanniques et est finalement passée sous la domination américaine au 18e siècle. La superficie initiale de 43 miles carrés (110 km²) au sud de Détroit a été désignée comme township par le Conseil territorial du Michigan le 5 avril 1827, lorsque Moses Roberts a été élu son premier superviseur. Brownstown est ainsi devenu l'un des neuf townships d'origine du comté de Wayne. 
Les recherches des historiens locaux ont permis de découvrir que le township a été nommé en l'honneur d'Adam Brown, qui a été enlevé par les Hurons-Wendats. Brown a été élevé par les Hurons-Wendats, a épousé une femme autochtone et est devenu un chef de tribu. Au fil du temps, les colonies se sont étendues à partir des rives du lac pour commencer à transformer la campagne marécageuse et sablonneuse en terres agricoles productives. Fondée en 1893, la ferme de Kurtzhals est l'une des plus grandes exploitations agricoles qui subsistent dans le township. 

## Géographie
Selon le Bureau du recensement des États-Unis, le township a une superficie totale de 79 km², 58 km² de terre et 21 km² d'eau (26,47 %). Il est divisé en trois sections, dont deux se rejoignent à un coin. 

## Économie
Le township abrite également l'usine d'assemblage de batteries Chevrolet Volt Battery Pack. GM a transformé un entrepôt vide sur les routes Sibley et King entre la I-75 et Allen Road en usine temporaire. 
Amazon a ouvert un centre de distribution à Brownstown en 2015. 
Ground Travel Specialist et Travel Treasures and Tours ont déménagé de Lincoln Park à Brownstown en 2014. 

## Éducation
La plus grande partie du township est desservie par le district scolaire de Woodhaven-Brownstown. Le district comprend huit écoles séparées et les élèves de la ville de Woodhaven et du township de Brownstown peuvent fréquenter le district. L'école secondaire de Woodhaven est l'école secondaire du district. 
Une partie du township se trouve dans le district scolaire de Gibraltar. 
Les élèves du petit quartier situé au sud de Pennsylvania Road et à l'ouest du Telegraph, à Brownstown, fréquentent les écoles du district scolaire de Taylor (en). Ces élèves sont affectés à l'école primaire d'Eureka Heights, à l'école intermédiaire de l'ouest, et à l'école secondaire de Taylor, toutes à Taylor.  

## Sports
- Les Stars du Michigan joue en 1987 à Brownstown dans la All-American Hockey League.
- Les Bombers de Brownstown joue de 2002 à 2004 dans la Continental Elite Hockey League.